# محمد خیر
محمد خیر (انگلیسی: Mohammad Khair؛ زادهٔ ۶ آوریل ۱۹۸۶) بازیکن فوتبال اهل اردن است.
از باشگاه‌هایی که در آن بازی کرده‌است می‌توان به باشگاه فوتبال الفحیحیل کویت، باشگاه فوتبال الشباب اردن، باشگاه ورزشی الفیصلی، و باشگاه ورزشی الرمثا اشاره کرد.
وی همچنین در تیم‌های ملی فوتبال زیر ۲۳ سال اردن و اردن بازی کرده‌است.